# Асмэра
Асмэ́ра, также Асма́ра (тигринья ኣስመራ, араб. أسمرة‎, итал. и англ. Asmara) — столица и крупнейший город Эритреи. В городе развиты текстильная, швейная, обувная, пищевая, керамическая промышленность. Есть университет (1967), публичная библиотека (1955), аэропорт, железнодорожный вокзал.
Сам город находится на краю Эритрейского нагорья на высоте 2438 метров над уровнем моря, в центре Эритреи. Имеет разделение на 13 отдельных районов.

## Этимология
Название города ранее также произносилось как Асмара, что на языке тигринья означает цветущий лес.

## История
Асмэра выросла из 4 деревень, основанных в XII веке, была торговым пунктом, а впоследствии столицей Раса Алулы.
Колонизирована Италией в 1889 году и стала столицей колонии в 1897 году. В конце 1930 годов итальянцы изменили облик города, создав новую инфраструктуру и построив новые здания; Асмэру стали называть «маленьким Римом» (итал. Piccola Roma). В наши дни большинство зданий — итальянской постройки, а магазины по-прежнему носят итальянские имена (например, «Бар Витториа» (итал. Bar Vittoria), «Пастиччерия модерна» (итал. Pasticceria moderna), «Каза дель фромаджо» (итал. Casa del fromaggio), «Феррамента» (итал. Ferramenta).
Во время войны за независимость Эритреи от Эфиопии аэропорт Асмэры стал играть ключевую роль в конфликте и использовался эфиопскими войсками для получения оружия и поставок извне. Последний город, захваченный Народным фронтом освобождения Эритреи во время войны за независимость Эритреи, Асмэра была осаждена в 1990 году и сдана эфиопскими войсками без боя 24 мая 1991 года.

## Климат
В Асмэре горный климат с чертами субэкваториального. Днём тепло, а ночью всегда относительно холодно. В связи с большой высотой города над уровнем моря в сухой сезон даже бывают заморозки ночью. Снег выпадает чрезвычайно редко, так как в сухой сезон осадки практически отсутствуют, но всё же бывает. Имеется очень короткий (июль-август) выраженный влажный сезон. Колебания температур немного снижаются во время влажного сезона, и усиливаются при его окончании, достигая максимума в январе.
| Показатель                         | Янв. | Фев. | Март | Апр. | Май  | Июнь | Июль  | Авг.  | Сен. | Окт. | Нояб. | Дек. | Год   |
| ---------------------------------- | ---- | ---- | ---- | ---- | ---- | ---- | ----- | ----- | ---- | ---- | ----- | ---- | ----- |
| Средний суточный максимум, °C      | 22,3 | 23,8 | 25,1 | 25,1 | 25,0 | 24,9 | 21,6  | 21,5  | 22,9 | 21,7 | 21,5  | 21,5 | 23,1  |
| Средняя температура, °C            | 13,8 | 14,9 | 16,3 | 17,0 | 17,6 | 17,6 | 16,3  | 16,1  | 15,7 | 14,9 | 14,0  | 13,2 | 15,6  |
| Средний суточный минимум, °C       | 4,3  | 5,1  | 7,5  | 8,7  | 10,2 | 10,5 | 10,8  | 10,7  | 8,6  | 8,1  | 6,6   | 4,8  | 8,0   |
| Норма осадков, мм                  | 2,1  | 2,1  | 12,2 | 35,7 | 41,9 | 41,6 | 173,7 | 165,2 | 25,4 | 12,1 | 16,8  | 3,7  | 532,5 |
| Источник: Гонконгская обсерватория |      |      |      |      |      |      |       |       |      |      |       |      |       |

## Население
Население города составляет около 963 000 человек. Основные этнические группы включают народы тиграи (77 %) и тигре (15 %). 60 % населения составляют приверженцы Эритрейской православной церкви, 15 % — католики, 25 % — мусульмане (сунниты).
Основными языками в Асмэре являются английский, итальянский, арабский и тигринья.
В конце 1930 — начале 1940 итальянцы составляли большинство населения Асмэры. Однако они в основном покинули город после захвата его Великобританией в 1941, оставшаяся часть уехала к 1952 году, когда Эритрея была передана в состав Эфиопии.

## Экономика
В городе расположен первый пивоваренный завод в Эритрее — Asmara Brewery.

## Достопримечательности

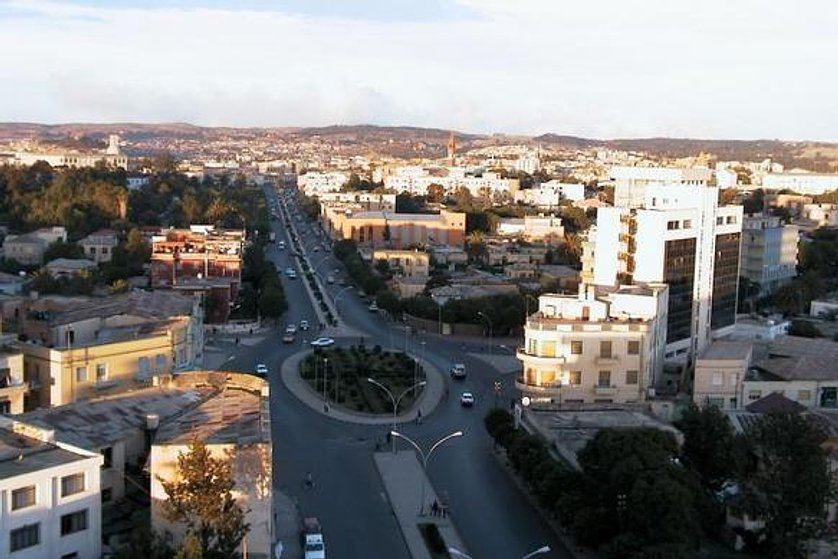
Город Асмэра

В Асмэре находится Национальный музей Эритреи. Город известен зданиями начала XX века, среди которых кинотеатр «Имперо» (Cinema Impero) в стиле «ар деко», пансионат «Африка» (Africa Pension) в стиле кубизма, эклектичный храм Эритрейской православной церкви (Eritrean Orthodox Tewahdo Church) и бывшее здание Оперы (англ. Opera House), здание «Фиат Тальеро» (англ. Fiat Tagliero Building) в футуристическом стиле, Римский католический собор в неороманском стиле и губернаторский дворец (Governor’s Palace) в неоклассическом стиле. Недалеко от Университета Асмэры находится бронзовый памятник Александру Сергеевичу Пушкину, располагающийся на одноимённой площади. Другие достопримечательности включают аллею боулинга и большой рынок.
Также в Асмэре находятся Университет Асмэры (англ. University of Asmara) и крепость XIX века. Город обслуживает Международный аэропорт Асмэры. Эритрейская железная дорога соединяет Асмэру с портом Массава на побережье Красного моря.
Также Асмэра является епархией архиепископа Эритрейской православной церкви, которая стала автокефальной в 1993 году. В 1998 году архиепископ был рукоположён в патриархи Эритреи, получив равный статус с Эфиопской православной церковью тевахдо (амх. የኢትዮጵያ ኦርቶዶክስ ተዋሕዶ ቤተ ክርስቲያን, англ. Ethiopian Orthodox Tewahdo Church).
Город называют «Новым Римом» или «итальянским городом в Африке» из-за квинтэссенции итальянского духа, проявляющегося не только в архитектуре, но и в широких улицах, площадях и кофейнях. В любом месте Асмэры можно легко найти пиццу, повсюду сотни кофеен, где подают капучино со сливками, а также кафе-мороженых.
Асмэра включена в список Всемирного Наследия ЮНЕСКО с августа 2017 года.

## Города-побратимы
- Флоренция (итал. Firenze), Италия
- Хартум (араб. الخرطوم‎), Судан
- Атланта (англ. Atlanta), США

## Галерея

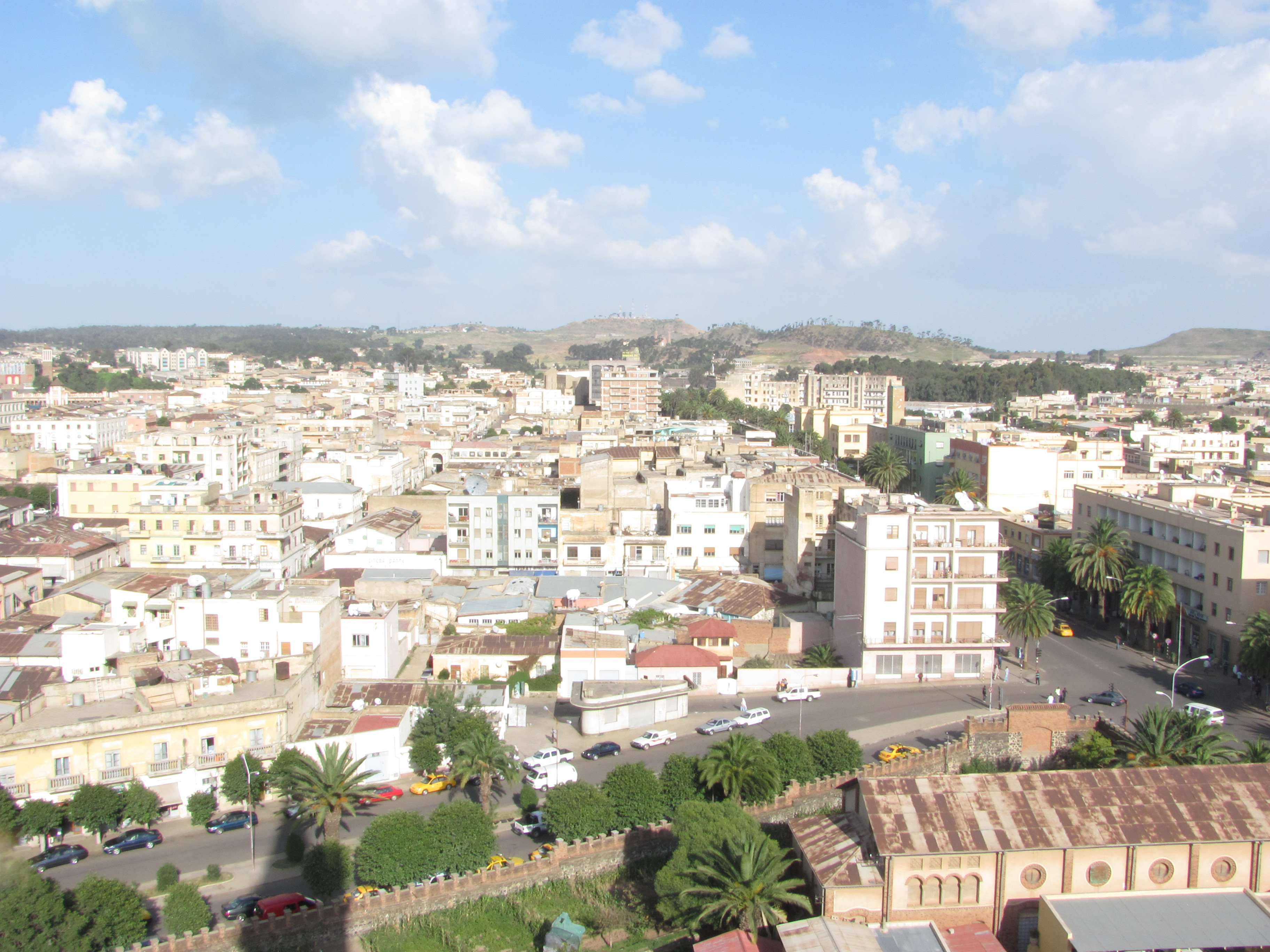
Панорама Асмэры
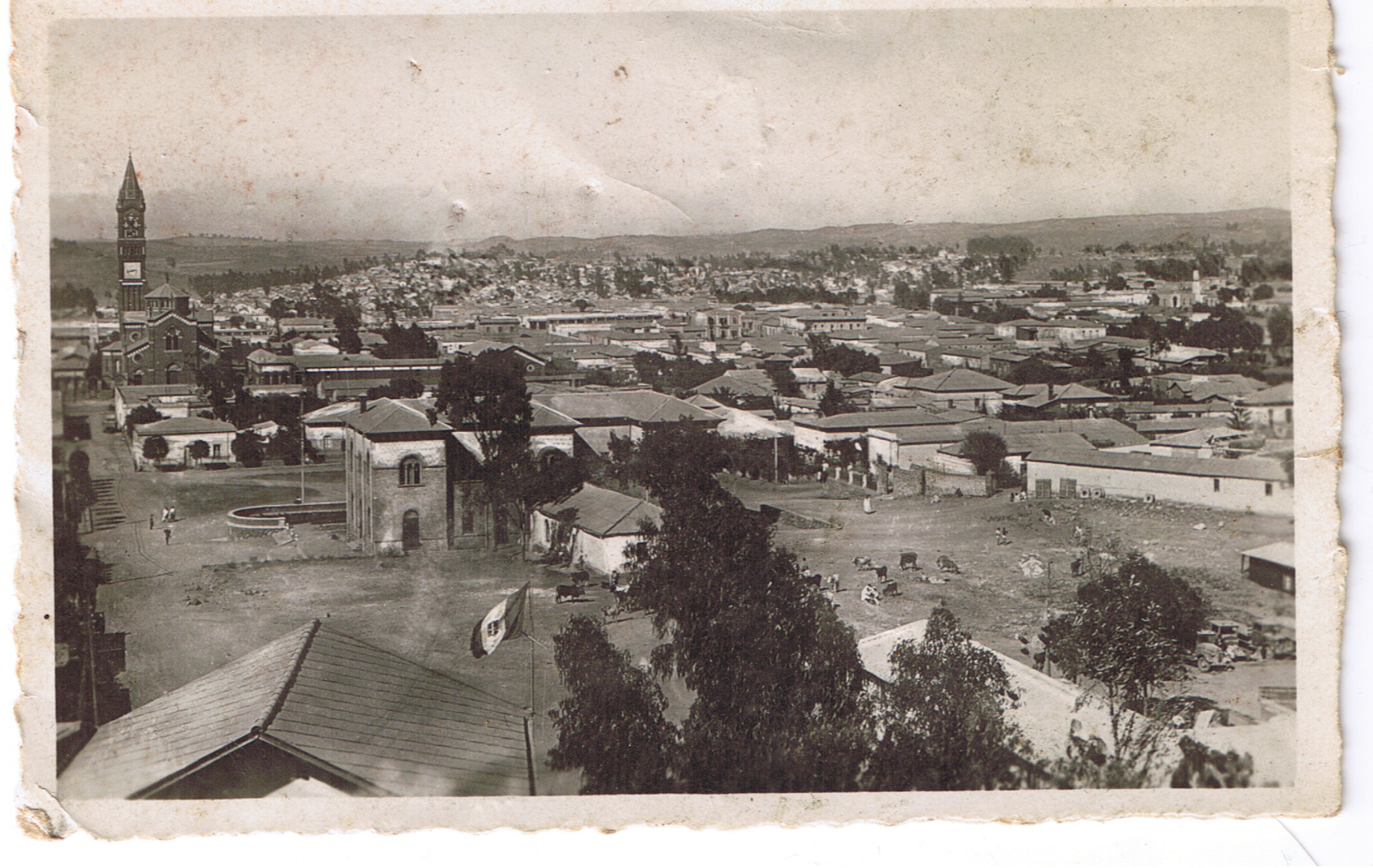
Асмэра в 1935
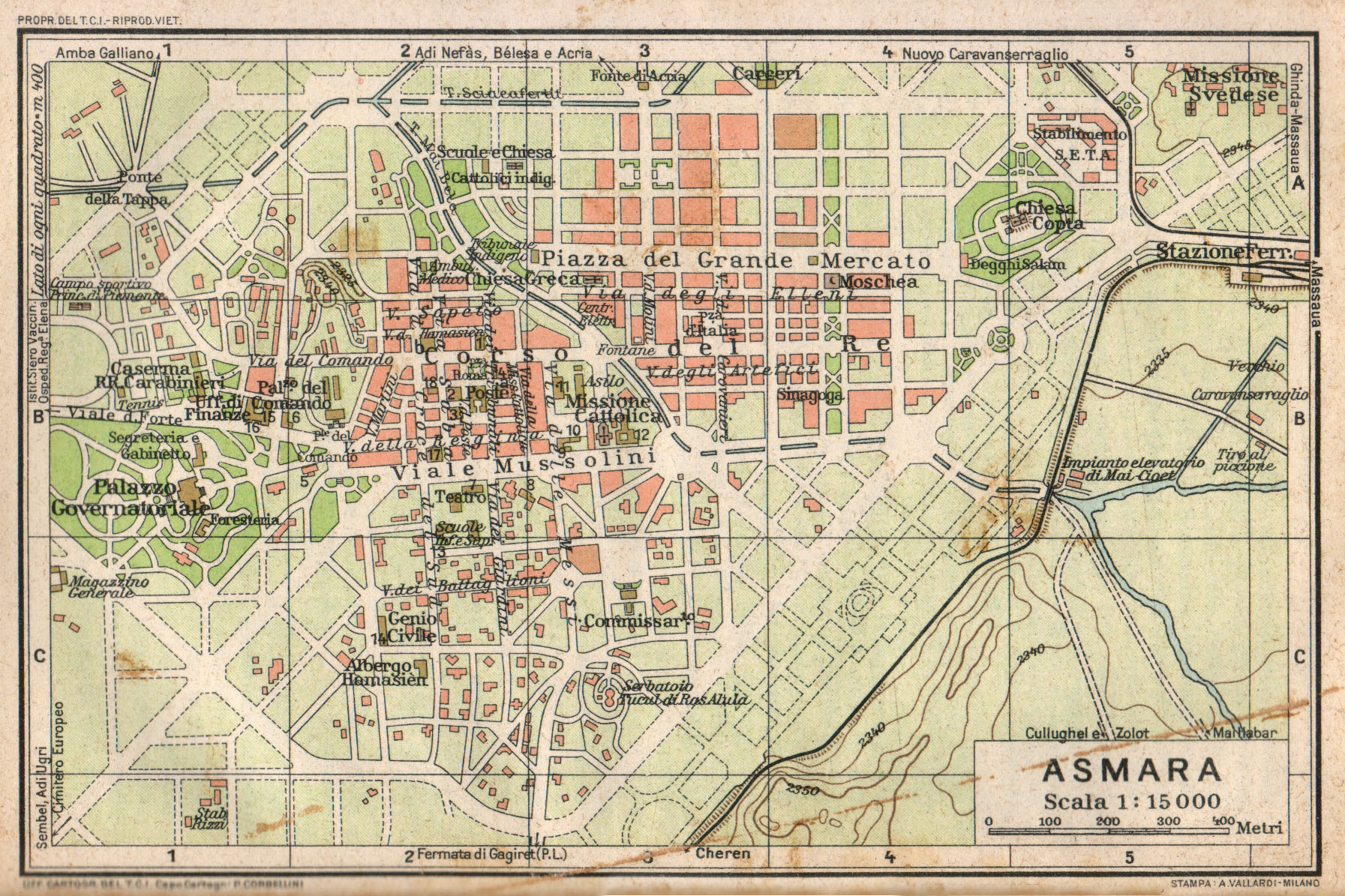
Карта Итальянской Асмэры в 1929
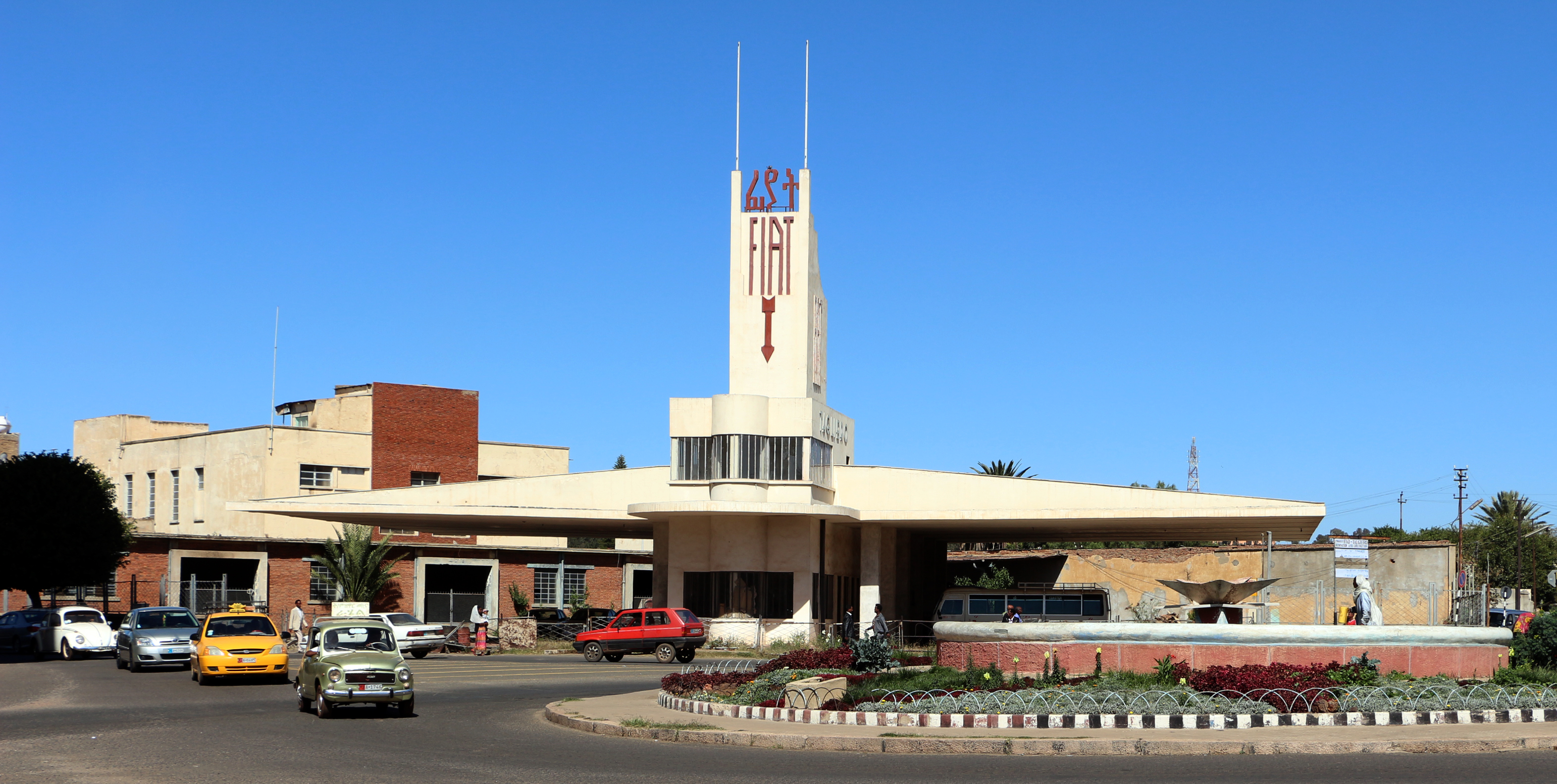
Станция Фиат Тальеро
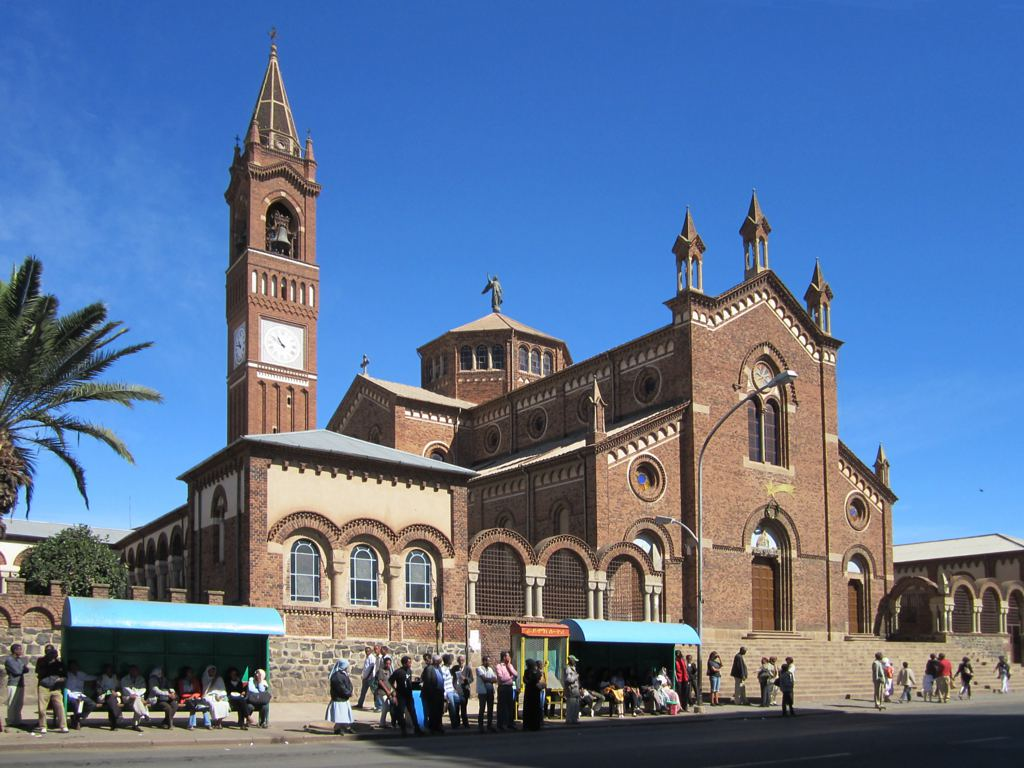
Собор Святого Иосифа
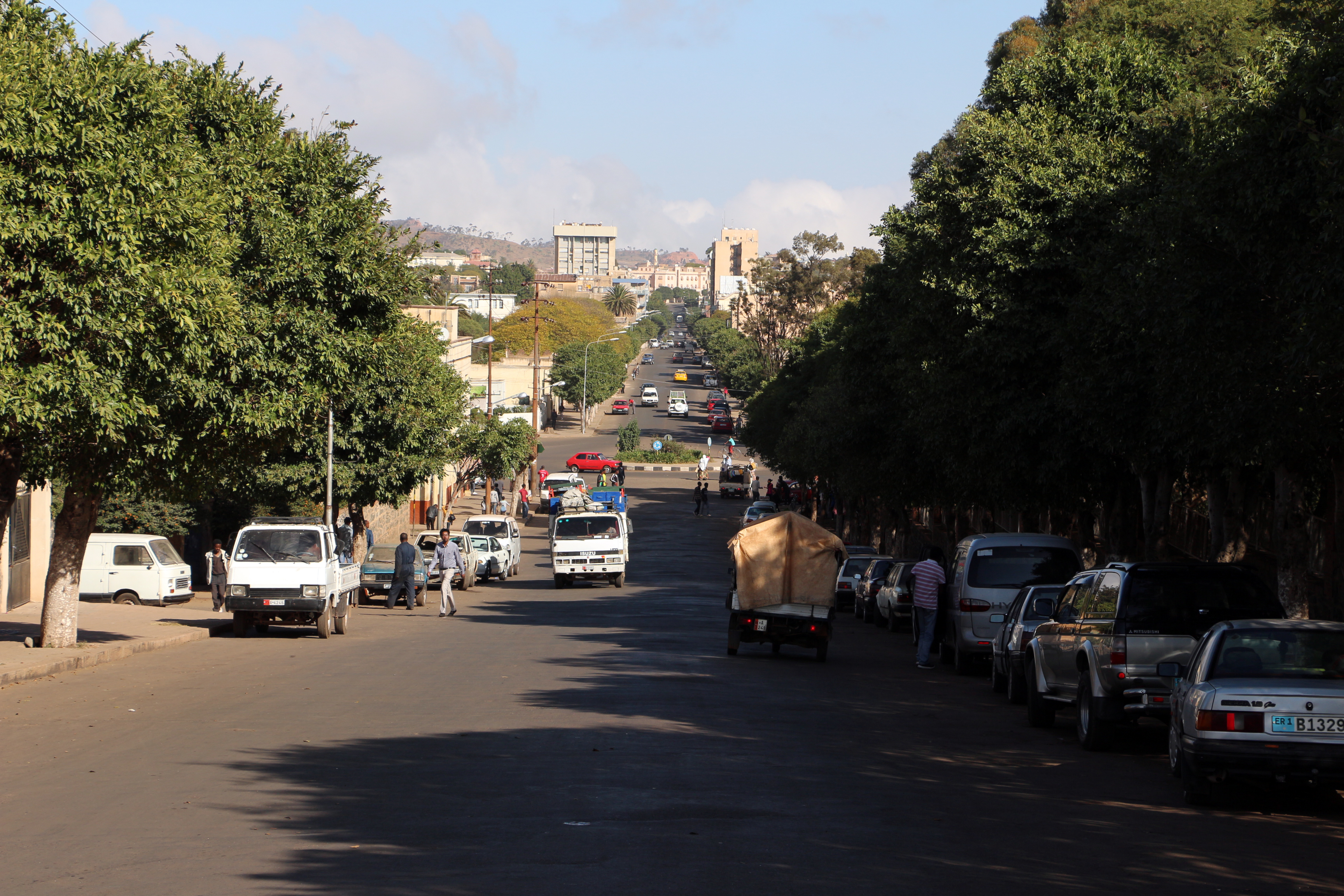
Улица в Асмэре
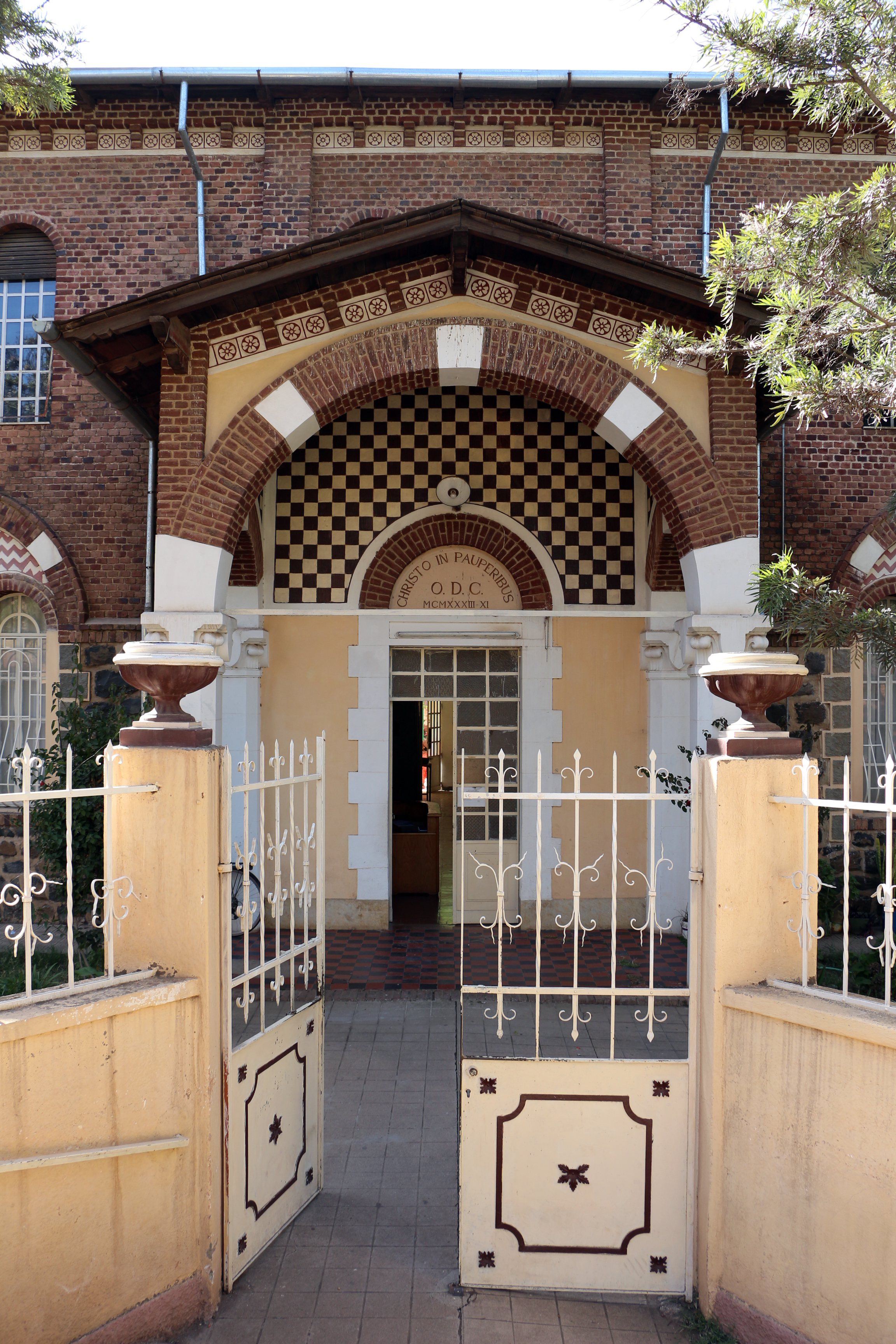
Национальный музей Асмэры
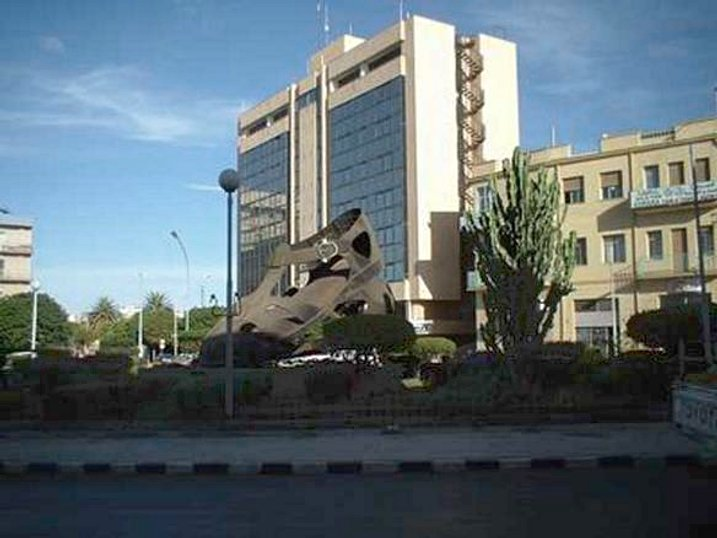
Современное здание в Асмэре с видом на военный мемориал
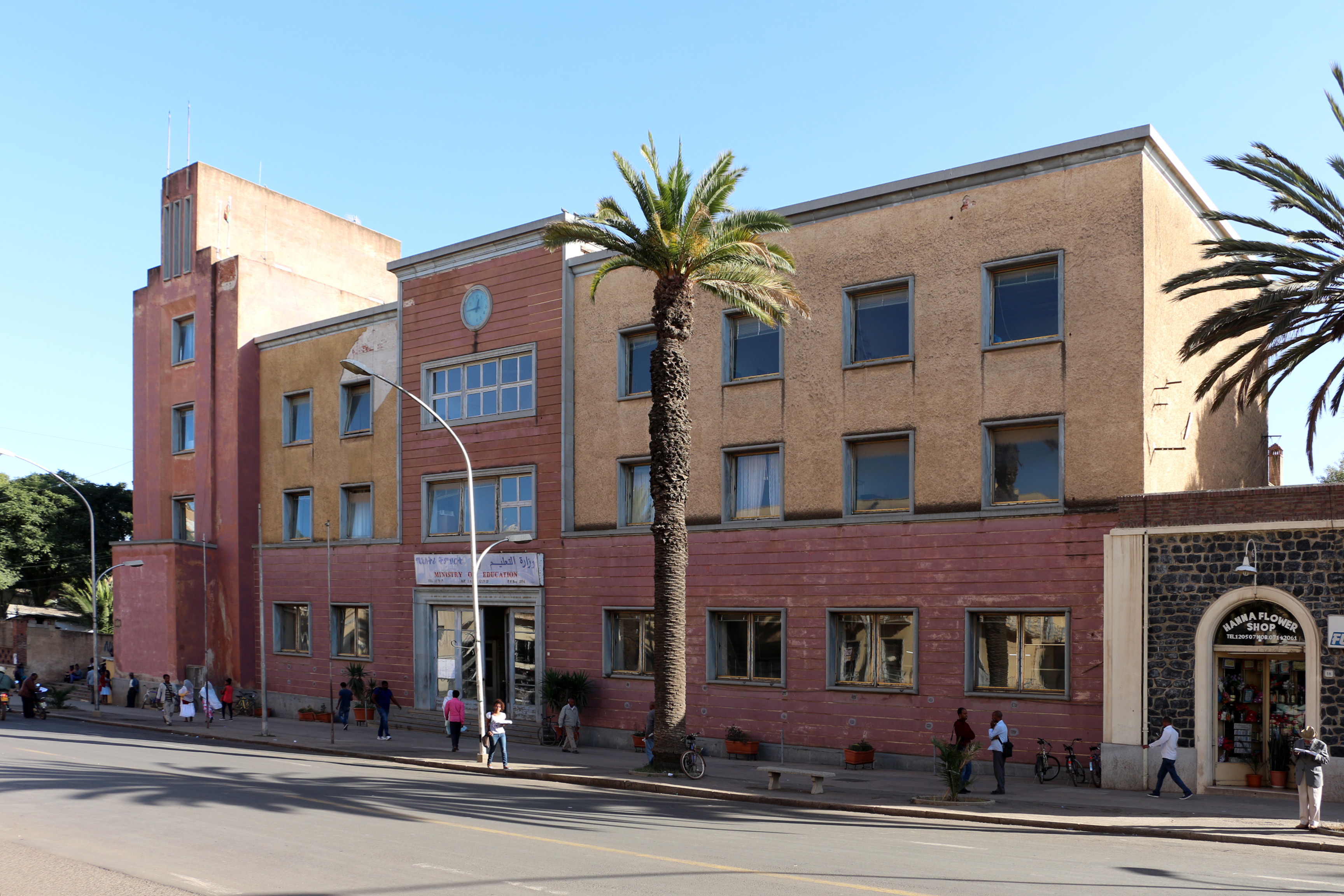
Министерство образования в Асмэре